# Generatore neutronico

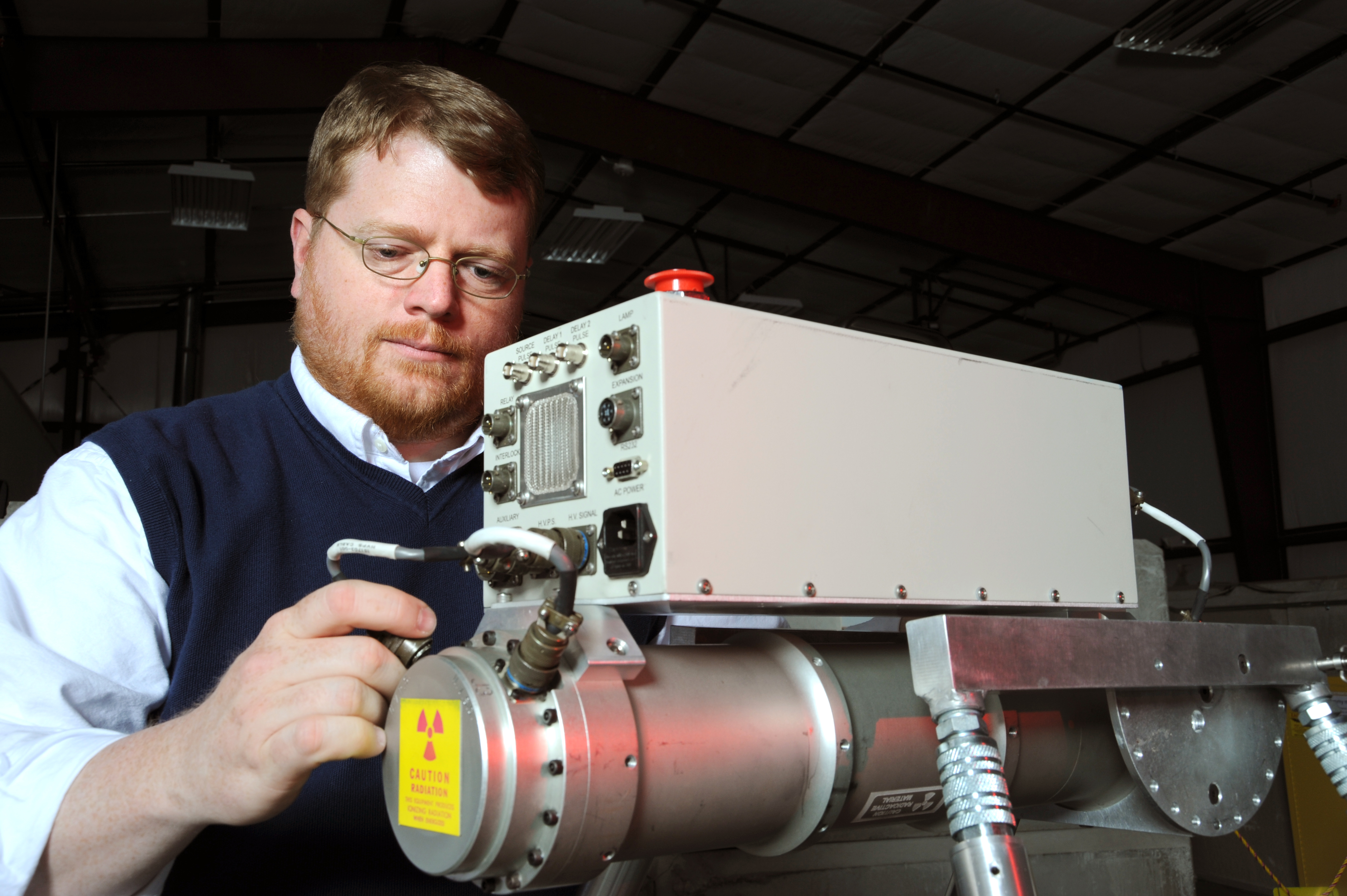
Un fisico nucleare all'Idaho National Laboratory lavora ad un esperimento utilizzando un generatore elettronico di neutroni.

Un generatore neutronico (o generatore di neutroni) è un dispositivo che contiene acceleratori di particelle lineari compatti e che produce neutroni grazie alla fusione di isotopi dell'idrogeno. Le reazioni di fusione avvengono accelerando il deuterio o il trizio (o una miscela di questi due) contro un bersaglio di idruro metallico (che contiene anche deuterio e/o trizio). La fusione degli atomi di deuterio (D + D) porta alla formazione di uno ione He-3 e di un neutrone con un'energia cinetica di circa 2,5 MeV. La fusione di un atomo di deuterio e un atomo di trizio (D + T) porta alla formazione di uno ione He-4 e di un neutrone con un'energia cinetica di circa 14,1 MeV. I generatori di neutroni hanno applicazioni in medicina, sicurezza e analisi dei materiali.

## Storia
La tecnologia di base è stata sviluppata per la prima volta dal team di Ernest Rutherford nel Cavendish Laboratory all'inizio degli anni '30. Utilizzando un acceleratore lineare controllato da un generatore Cockcroft-Walton, Mark Oliphant ha condotto un esperimento che ha accelerato ioni di deuterio contro una lamina di metallo infusa di atomi di deuterio e ha notato che questi ultimi emettevano particelle alfa. Questa è stata la prima dimostrazione della fusione nucleare, nonché la prima scoperta di elio-3 e trizio, creati con queste reazioni. L'introduzione di nuovi sistemi di alimentazione ha continuamente ridotto le dimensioni di queste macchine; quella di Oliphant riempiva l'angolo del laboratorio mentre le macchine moderne sono altamente portatili. Negli ultimi cinquant'anni sono stati costruiti migliaia di questi sistemi piccoli e relativamente economici.

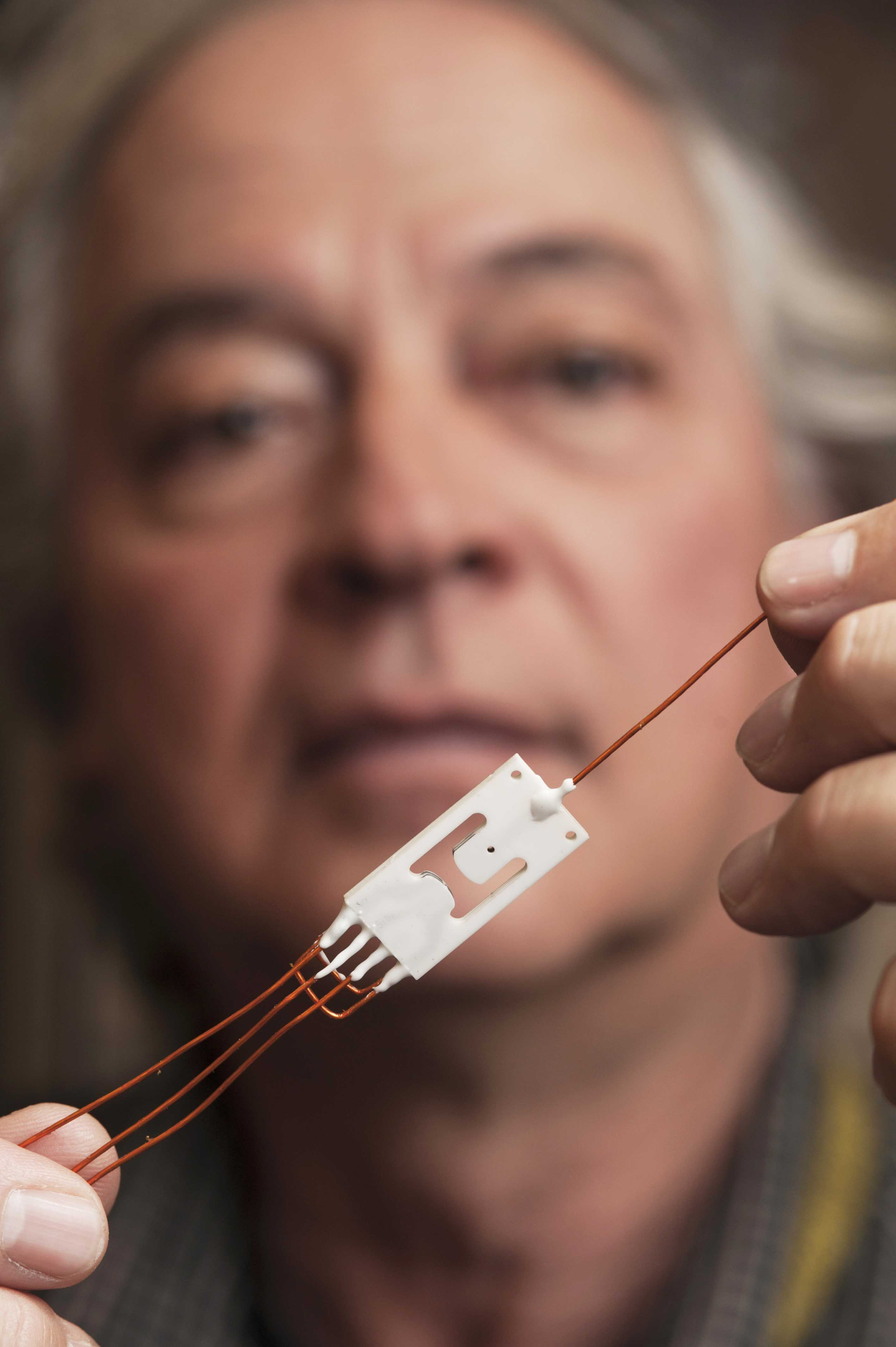
Neutristor nella sua forma più semplice testato dal suo inventore presso i Sandia National Laboratories